# Leptaxinus minutus
Leptaxinus minutus är en musselart som beskrevs av Addison Emery Verrill och Katharine Jeanette Bush 1898. Leptaxinus minutus ingår i släktet Leptaxinus och familjen Thyasiridae. Inga underarter finns listade i Catalogue of Life.